# 阿布拉米夫卡 (馬希夫卡區)
49°19′51″N 34°57′47″E / 49.33083°N 34.96306°E
阿布拉米夫卡（烏克蘭語：Абрамівка），是烏克蘭中部的村莊，隸屬波爾塔瓦州的波爾塔瓦區。該村處於蘇哈利皮揚卡河畔，面積2.75平方公里，海拔高度115米，2001年人口430。